# Triops longicaudatus
Triops longicaudatus är en kräftdjursart som först beskrevs av John Lawrence LeConte 1846.  Triops longicaudatus ingår i släktet Triops och familjen Triopsidae. Inga underarter finns listade i Catalogue of Life.

## Bildgalleri

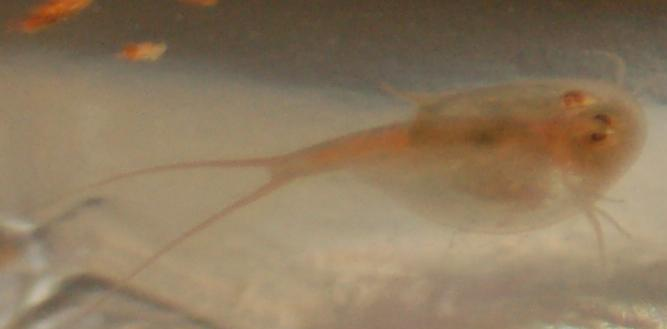
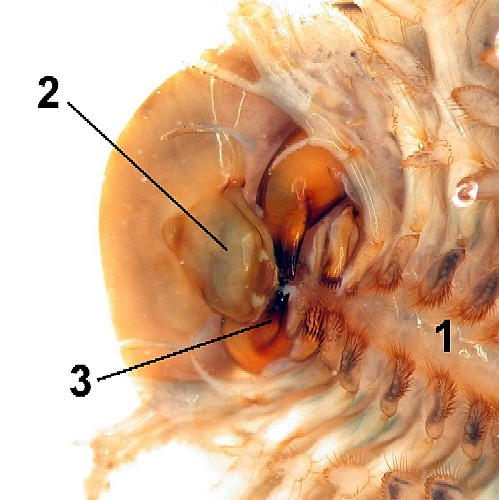
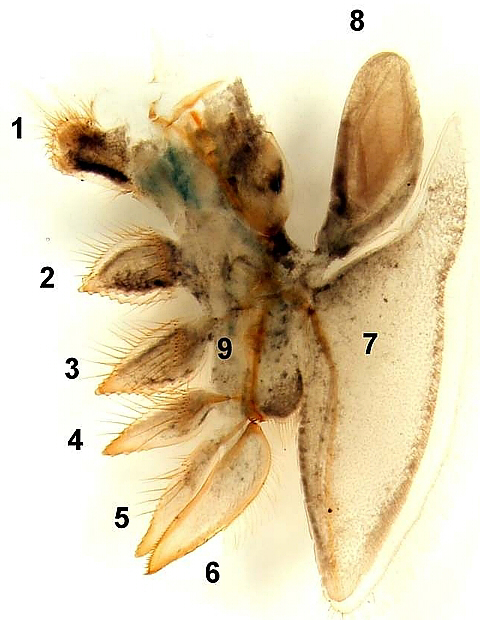
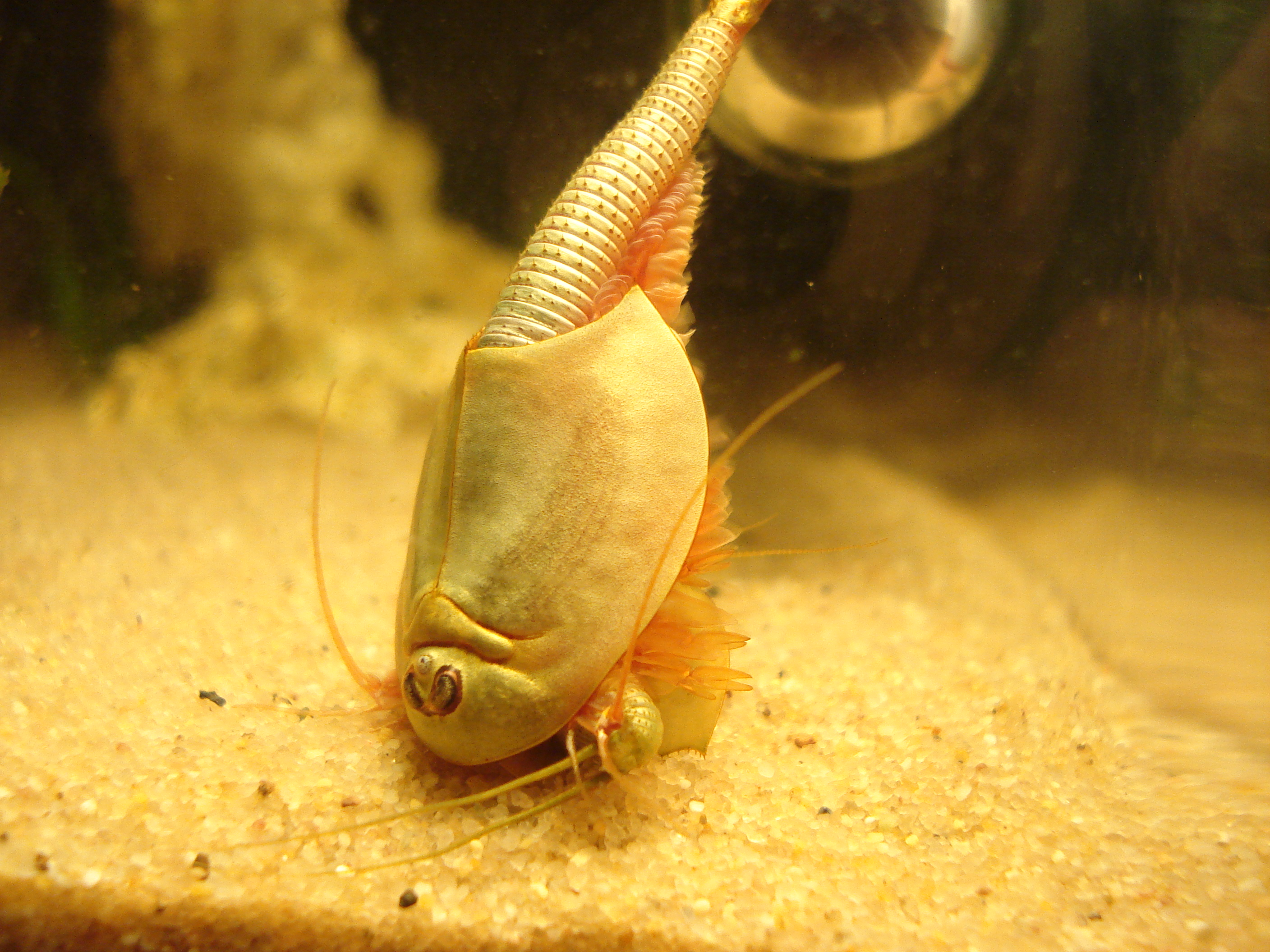
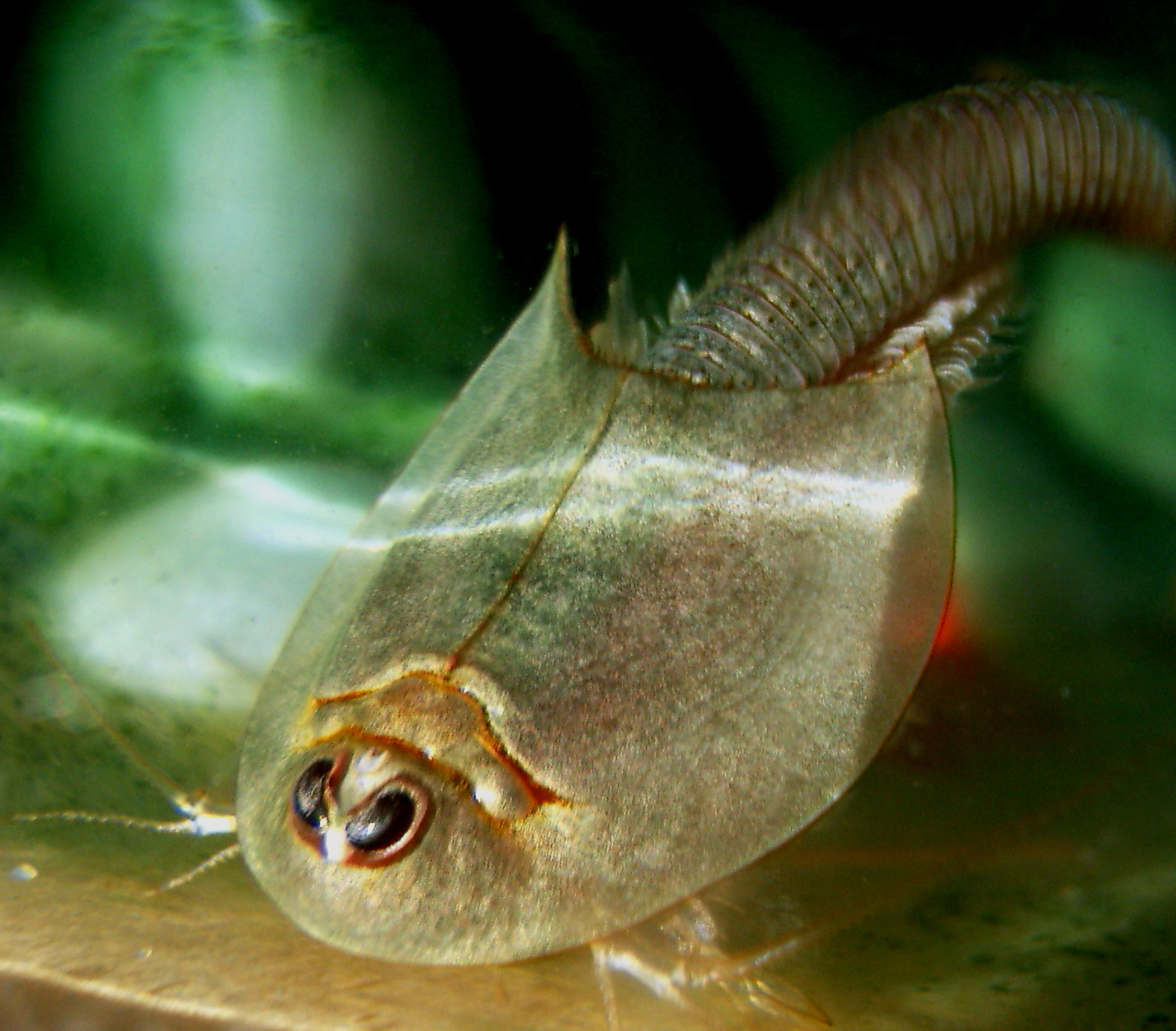